# Охлебинино
Охлебинино (баш. Охлебин) — село в Иглинском районе Республики Башкортостан Российской Федерации. Административный центр Охлебининского сельсовета.
Расположено на правом берегу Белой в 37 км к югу от села Иглино и в 35 км к юго-востоку от Уфы.

## История
Дата основания села — 1759 год. Изначально село называлось Новотроицкое и лишь к началу XX века нынешнее название вытеснило прежнее. Название села Охлебинино пошло от фамилии родовых дворян Охлябининых, артиллерии штабс-капитана Дмитрия Семёновича и его братьев Николая и Сергея, первых русских владельцев, в середине XVIII века выкупивших около 17 тысяч десятин земли по правому гористому берегу реки Белой у местных башкир. В конце XVIII века в деревне стояло 20 дворов и проживало 118 человек.
Село являлось крупным торговым узлом Нагаевской волости Уфимского уезда, сюда ходили пароходы из Уфы и приезжали туристы. В конце XIX века в селе имелось 179 дворов с 540 мужчинами и 532 женщинами. Имелось земское училище, столярная и сапожная мастерские, кузница, бакалейные, мануфактурная, винная и пивная лавки. В 1914 году построена больница.

## Население
| 2002 | 2009 | 2010 |
| ---- | ---- | ---- |
| 1024 | ↘986 | ↘924 |

## Достопримечательности

### Охлебининская гипсовая пещера
Геологический памятник природы Республики Башкортостан. Расположена в 3,5 километрах юго-восточнее села в карстовой воронке на правом склоне долины реки Белая, в одном километре ниже устья реки Сим. Пещера относится к числу крупных карстовых полостей, образованных в гипсе. Это единственное место среди пещер Башкортостана, где скрыто зеркало подземных вод. На поверхности пещерного озера образуется тончайшая кальцитовая корка, исчезающая при малейшем прикосновении.

### Скалы Большой и Малый Колпаки
Отвесные скалы по правому берегу реки Белой ниже по течению от села. Высота скалы Большой Колпак 120 м. Скала Большой Колпак является геологическим памятником природы Республики Башкортостан.

### Охлебининский археологический комплекс
Группа археологических памятников кара-абызской культуры в который входят два городища и могильник датирующиеся IV веком до нашей эры — II веком нашей эры. Находится к северо-востоку от села, на высоком мысе правого берега реки Белая. При раскопках найдены орудия труда и следы человеческой деятельности, относящиеся к железному веку. Находки экспонируются в музее археологии и этнографии Уфы.

## Религия
В селе есть православная церковь Троицы Живоначальной.
Построен в 1826 году. Представляет собой образец приходского храма периода позднего классицизма. Дошёл до настоящего времени с большими утратами. Не сохранилась металлическая ограда церкви. Двухъярусная колокольня сохранилась только в нижней её части. Кирпичом заложены некоторые окна и дверь, ведущая из храма в первый ярус колокольни. Ныне храм окружён кирпичным забором с металлической решёткой, окрашен в белый цвет, крыша — в голубой..